# Аделазия ди Торрес

Юдикат Логудоро (Торрес) на карте Сардинии

Аделазия ди Торрес (итал. Adelasia di Torres; 1207, Ардара — 1256/1259, Бургос) — судья (юдикесса) Логудоро (Торреса) с 1236 года. Дочь Мариано II.

## Биография
В 1218 году была помолвлена с Убальдо Висконти, свадьба состоялась через несколько лет.
После смерти Мариано II в 1232 году судьёй Торреса стал 11-летний Баризоне III — брат Аделазии, находившийся под опекой Итокорре ди Серра — их дяди. В 1236 году Баризоне погиб, и в наследство вступила Аделазия, правившая вместе с мужем.
В 1238 году Убальдо Висконти умер. Юдикат Галлура он завещал двоюродному брату — Джованни Висконти, а единоличной правительницей Торреса стала Аделазия.
Папа Римский поручил судье Арбореи Пьетро II устроить её брак с Гвельфе деи Поркаре. Этому воспротивились представители генуэзского семейства Дориа, имевшие обширные владения в Сардинии. Они предложили императору Фридриху II женить на Аделазии своего внебрачного сына Энцо. Свадьба состоялась в октябре 1238 года (жених был моложе невесты на 8 лет).
Энцо принял титул короля Сардинии, пожалованный отцом, и в 1239 году уехал с острова и больше никогда там не появлялся. В 1245 году брак был расторгнут.
Аделазия умерла в 1256/1259 году, не оставив наследников. Она была последней представительницей династии, правившей Торресом с начала XI века.
Юдикат отошёл у Генуе, которая его разделила между родами Дориа, Маласпина и Спинола. Часть территории получила Арборея.